# L'ala del drago
L'ala del drago è un romanzo fantasy scritto da Margaret Weis e Tracy Hickman pubblicato nel 1990. È il primo capitolo del ciclo di Death Gate.

## Trama
Arianus, il Mondo d'Aria, è composto interamente da porose isole volanti allineate su tre altitudini principali. Nel Regno Inferiore, gli gnomi (chiamati qui Geg, in elfico insetti), vivono sul continente di Drevlin e servono gioiosamente il gigantesco Kicksey-winsey, una macchina delle dimensioni di una città che è la fonte di tutta l'acqua di Arianus. Nel Regno Centrale elfi e umani sono in competizione per l'acqua, posizione e privilegi. Sopra a tutti, nel Regno Superiore, vivono i Misteriarchi, stregoni umani isolazionisti della Settima Casa (per avere un'idea i Sartan e i Patryn potrebbero arrivare alla Nona Casa e, secondo Alfred, i Misteriarchi erano certamente potenti, ma le loro capacità non erano nemmeno lontanamente paragonabili a quelle di Sartan o Patryn).
All'inizio del romanzo un assassino chiamato Hugh Manolesta ("Hugh the Hand") viene assoldato da re Stephen, nominalmente il re di tutta l'umanità, per uccidere il Principe Ereditario Bane. Bane non è in realtà figlio né del re né della regina Anne, dato che fu scambiato alla nascita col figlio di un Misteriarca, Sinistrad, attraverso un amuleto di piuma. Bane è un ragazzo subdolo, carismatico, ma ambizioso e totalmente egocentrico. I due sono seguiti dal servo di Bane, il magro e calvo Alfred Montbank, la cui principale caratteristica è quella di svenire al primo segno di pericolo o di inciampare su qualsiasi così si trovi sulla sua strada (e anche su parecchie cose che non lo sono).
Nello stesso momento su Drevlin un Geg si trova sotto processo per il reato di "pensare troppo". Limbeck Stringibulloni sembra essere ossessionato dalla domanda "perché?", ma la sua convinzione più eretica è che i divini Welf, che atterrano con le loro gigantesche dragonavi volanti per il tributo di acqua circa ogni mese, non siano per niente degli dei; egli trovò infatti una volta uno di questi (W)Elfi morto, anche se persino la sua compagna Jarre non gli crede. Condannato a morte mediante l'espulsione dal continente con un deltaplano, Limbeck riesce a compiere un atterraggio di fortuna su un'isola minore un po' più giù dove incontra un uomo... luminoso. O piuttosto che sembra emanare luce, ma in realtà è la sua nave ad essere ricoperta di rune luminose prima di essere accidentalmente distrutta da Kicksey-winsey. Limbeck riesce a salvare questo personaggio, che lui crede essere un dio, e riesce a tornare a Drevlin usando uno dei "bracci" del Kicksey-winsey, portando con sé anche il cane dell'uomo.
Haplo (il "dio" di Limbeck) si sveglia a Drevlin non molto tempo prima che su di esso precipitino anche Hugh, Bane e Alfred. Diventa subito evidente che il "cane" di Haplo è qualcosa di più di un semplice animale in quanto è molto intelligente e Haplo riesce ad ascoltare attraverso le sue orecchie. Limbeck, avendo sentito parlare degli "altri dei", induce Haplo ad indagare, provocando il caos e facendo separare l'intero gruppo che in seguito si riunisce. Tutti tranne Alfred e Jarre vengono presto arrestati; questi ultimi due intraprendono un viaggio nelle gallerie sotto al Kicksey-winsey, dove scoprono una stanza piena di bare di vetro contenenti bellissime, ma tristi figure. Alfred dice che questo è il luogo da cui proviene. Anche Alfred viene poi presto arrestato mentre Jarre riesce a fuggire. In prigione Alfred ottiene conferma con orrore del suo sospetto, cioè che Haplo nasconda con delle bende delle rune Patryn tatuate sul proprio corpo.
I prigionieri vengono presentati ai Welve come falsi dei, con l'aggiunta di Limbeck nella speranza che vengano giustiziati in massa. Varie circostanze (tra cui un ammutinamento al tirannico capitano elfico, una sommossa di gnomi guidata da un Bane canterino) fanno sì che Bane prenda una nave per tornare al Regno Superiore dove si presume che suo padre ricompensi tutti.
Nel Regno Superiore, Haplo prende la decisione: porterà il Principe Bane con sé al Nexus, dato che Lord Xar saprà quasi certamente che uso farne. Hugh nel frattempo rimane colpito dalla moglie di Sinistrad, Iridal, una volta una buona e nobile donna che pensava che il suo futuro marito scherzasse quando le diceva apertamente di essere un uomo malvagio. Limbeck è sconvolto da ciò che ha scoperto sugli elfi ed alla fine decide di condurre il suo popolo pacifico e ottimista alla guerra. Haplo è pronto a fare le sue mosse quando sente, attraverso le orecchie del suo cane, che Bane sta chiedendo conto ad Alfred del suo essere un Sartan; Bane ha infatti sorpreso Alfred mentre operava con le rune Sartan, qualcosa che nessun altro su Arianus (nemmeno i potenti Misteriarchi) sarebbe stato in grado di fare. Haplo inizia perciò ad affrontare Alfred, ma invece si accontenta di soggiogare Bane. Hugh, nel frattempo, assale ed uccide Sinistrad per liberare Iridal e suo figlio dalla sua influenza, ma muore nell'impresa. Il piccolo drago "domestico" di Sinistrad, libero dal controllo mentale operato dal padrone, inizia a distruggere il castello, ma è domato da Alfred. Alfred e Iridal iniziano l'inseguimento di Haplo e Bane, ma senza successo. Haplo ritorna al Nexus e si prepara per il suo successivo viaggio: Pryan, il Mondo di Fuoco.

## Edizioni
- Margaret Weis e Tracy Hickman, L'ala del drago, traduzione di Pietro Ferrari, collana Oscar Bestsellers, Arnoldo Mondadori Editore, 1994,  p. 412, ISBN 88-04-43291-8.